# Ganoderma guizhouense
Ganoderma guizhouense är en svampart som beskrevs av S.C. He 1988. Ganoderma guizhouense ingår i släktet Ganoderma och familjen Ganodermataceae.   Inga underarter finns listade i Catalogue of Life.